# Arctia kamtschadalis
Arctia kamtschadalis är en fjärilsart som beskrevs av Max Wilhelm Karl Draudt 1932. Arctia kamtschadalis ingår i släktet Arctia och familjen björnspinnare. Inga underarter finns listade i Catalogue of Life.